# جورجيوس كولوفوس
جورجيوس كولوفوس هو لاعب كرة قدم يوناني، ولد في 9 أكتوبر 1965 في لاريسا في اليونان.